# Publius Aelius Vitalianus
Publius Aelius Vitalianus war ein im 3. Jahrhundert n. Chr. lebender Angehöriger des römischen Ritterstandes (Eques).
Durch eine Weihinschrift, die beim Kastell Fanum Cocidi gefunden wurde und die auf 122/367 datiert wird, ist ein Aelius Vitalianus belegt, der einen Altar der Gottheit Cocidius weihte. Durch eine weitere Inschrift ist ein Publius Aelius Vitalianus um 236/238 als Procurator in der Provinz Mauretania Caesariensis nachgewiesen.
Falls Aelius Vitalianus mit Publius Aelius Vitalianus identisch ist, dann war er laut John Spaul zunächst Tribun der Cohors I Augusta Nerviana Germanorum, die in der Provinz Britannia stationiert war, bevor er zu einem späteren Zeitpunkt Procurator in Mauretania Caesariensis wurde.